# Fiat Regata
De Fiat Regata is een sedan van het Italiaanse automerk Fiat en werd gebouwd tussen 1984 en 1990.

## Geschiedenis
De Regata werd voor het eerst voorgesteld op de IAA Frankfurt in 1983. De wagen deelde bijna alle mechanische onderdelen met de Fiat Ritmo (in Engelstalige landen Strada geheten). Voor de Ritmo nam Fiat in wezen de constructie van de Fiat 128 over.
De Regata werd aanvankelijk alleen aangeboden als vierdeurs sedan. Vanaf september 1984 was de Regata ook leverbaar als stationwagen onder de naam Regata Weekend. De achterklep van de Regata Weekend was horizontaal gedeeld. De bovenste klep sloot ter hoogte van de bumper en het onderste deel kon, samen met de dorpel en een deel van de bumper, naar beneden worden geklapt. Dit deel kon ook tijdens het rijden open blijven om lange voorwerpen te vervoeren. Er was ook een bestelwagenvariant die in kleine aantallen werd verkocht als Fiat Marengo.
De motoren van de Regata waren dezelfde als die van de Ritmo: 1301 cc (68 pk), 1498 cc (82 pk) en 1585 cc (100pk) benzinemotoren en 1714 cc (58 pk) en 1929 cc (65 pk) dieselmotoren. In 1986 kreeg de Regata een kleine facelift en werden de motoren gemoderniseerd. De 1585 cc en 1498 cc benzinemotoren konden nu verkregen worden met een injectiesysteem en de 1929 cc dieselmotor kreeg een turbo.
Ook Seat bouwde een sedanversie van de op de Ritmo gebaseerde Seat Ronda, deze kreeg de naam Malaga.

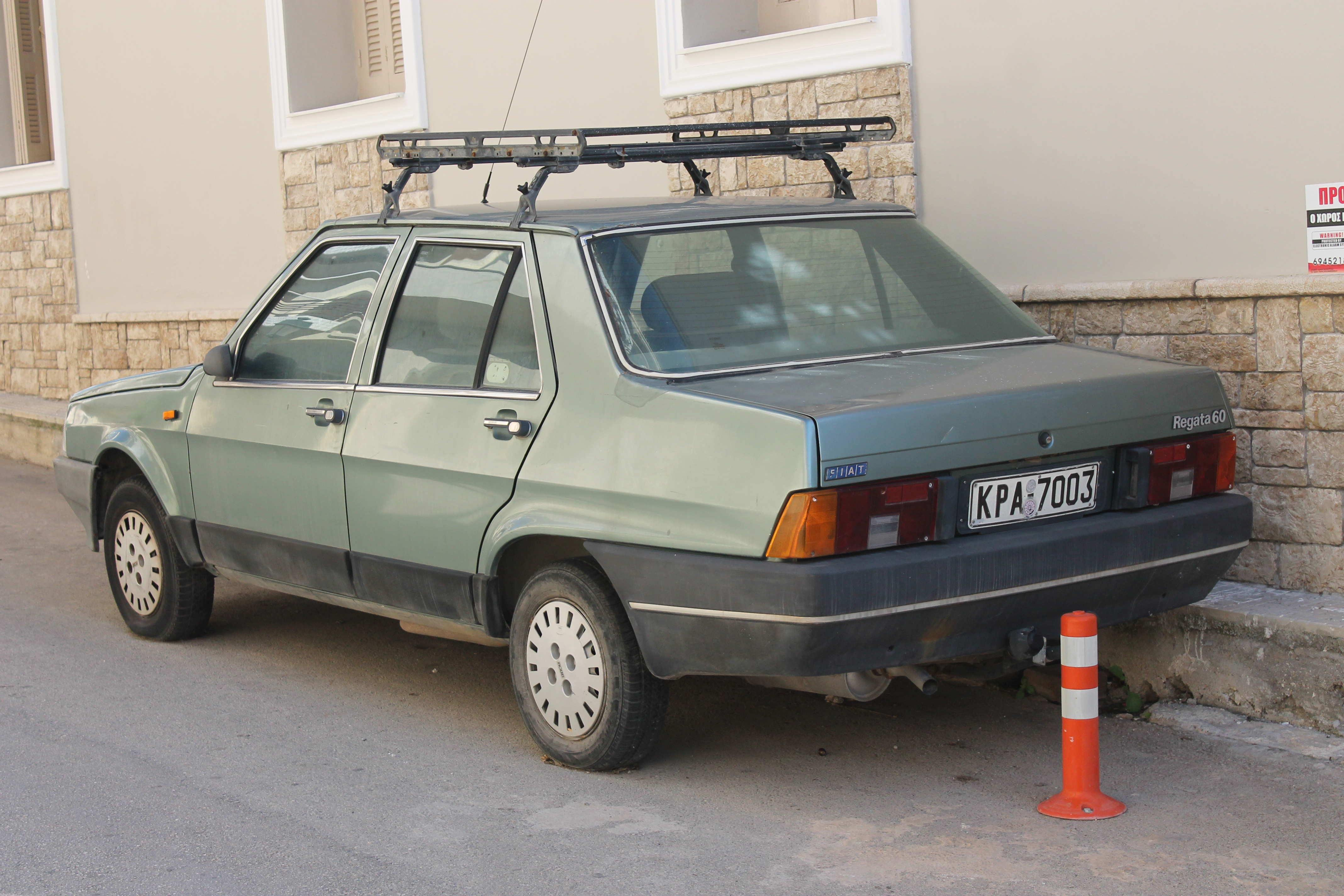
Achteraanzicht
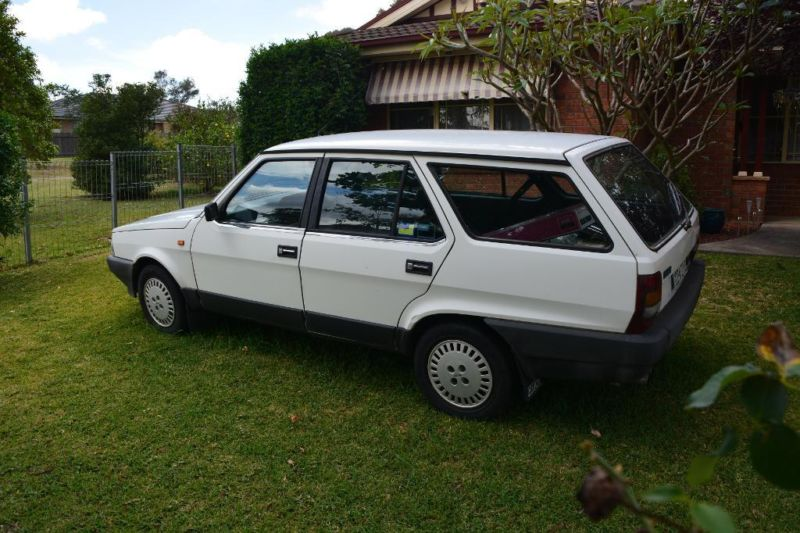
Fiat Regata Weekend (1984–1990)
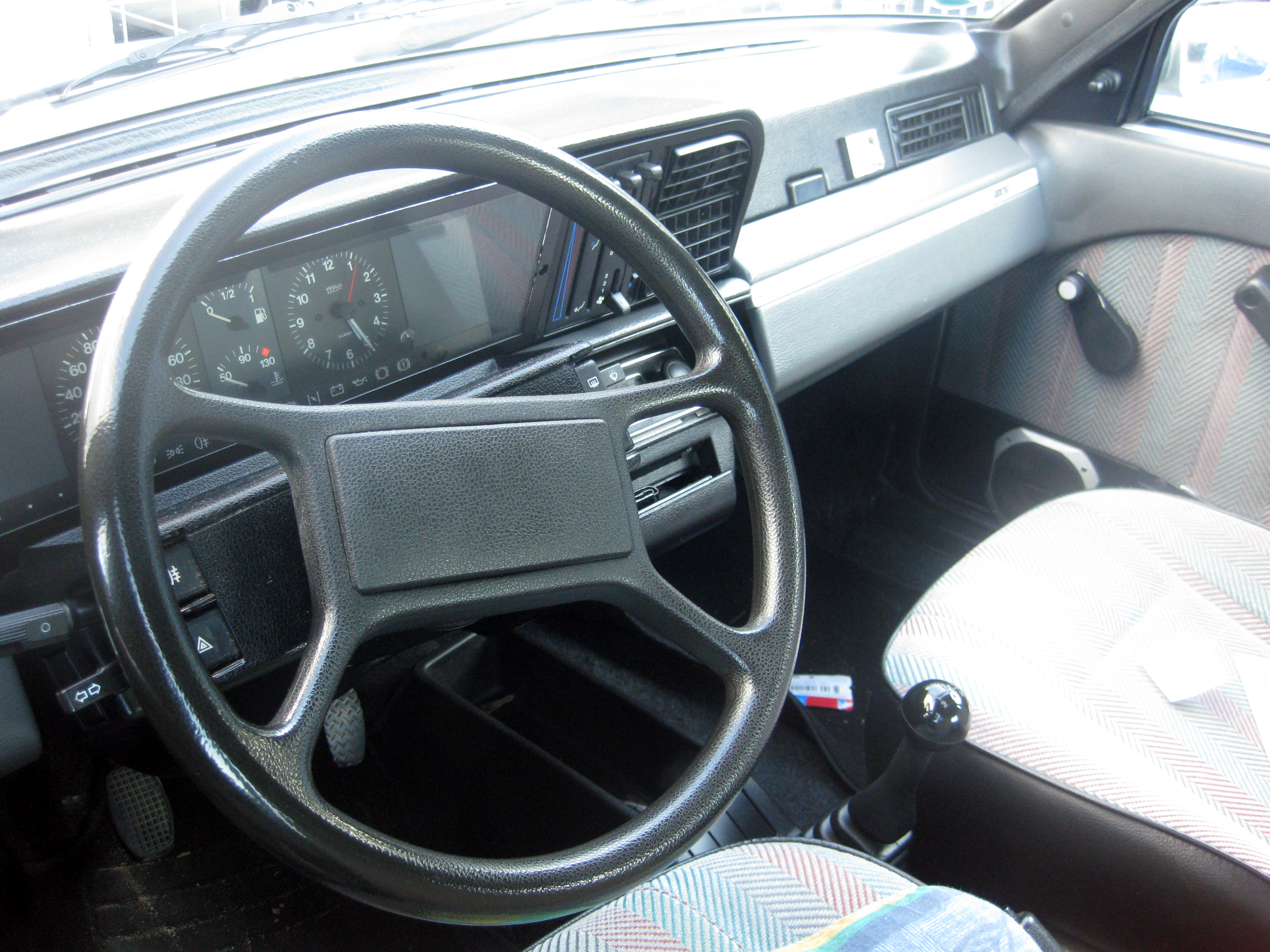
dashboard
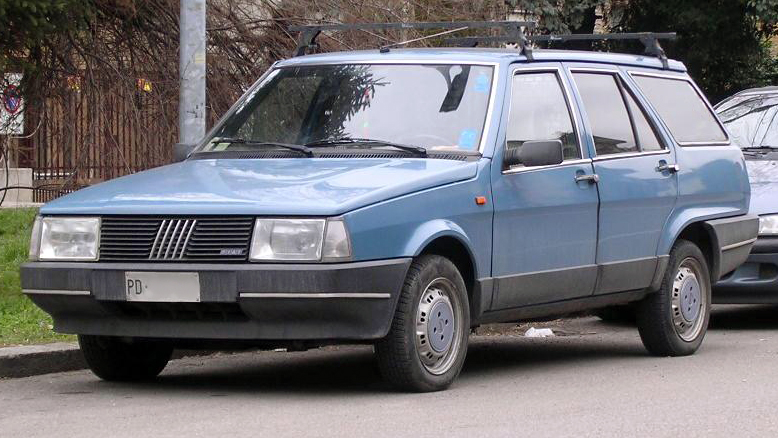
Fiat Marengo (bestelwagen)

Huidige modellen: 
124 Spider ·
500 ·
500e ·
500L ·
500X ·
600 ·
Aegea ·
Argo ·
Cronos · 
Doblò · 
Ducato ·
Fiorino ·
Fullback ·
Linea ·
Palio · 
Panda · 
Punto · 
Qubo ·
Scudo · 
Siena ·
Strada ·
Tipo · 
Ulysse
Historische modellen na de Tweede Wereldoorlog: 
124 · 
125 · 
126 · 
127 · 
128 · 
130 · 
131 · 
132 · 
133 · 
147 · 
148 · 
242 ·
500 ·
600 · 
600 Multipla · 
850 · 
1100 · 
1200 · 
1300/1500 · 
1400/1900 · 
1800/2100 · 
2300 · 
Albea ·
Argenta · 
Barchetta · 
Bianchina ·
Bravo · 
Brío · 
Campagnola · 
Cinquecento · 
Coupé · 
Croma · 
Dino · 
Duna · 
Elba ·
Fiorino ·
Freemont ·
Grande Punto ·
Idea ·
Marea · 
Marengo · 
Mod 5 · 
Multipla · 
Oggi · 
Panorama · 
Penny · 
Prêmio · 
Regata · 
Ritmo · 
Sedici ·
Seicento · 
Spazio · 
Stilo ·
Talento · 
Tempra · 
Tipo · 
Turbina · 
Uno · 
Vivace · 
X1/9
Historische modellen voor de Tweede Wereldoorlog: 
1 · 
1T · 
10 HP · 
12 HP · 
24 HP · 
2B Torpedo · 
4 HP · 
501 · 
502 · 
503 · 
505/507 · 
508 · 
509 · 
510/512 · 
514 · 
515 · 
518 · 
519 · 
520 · 
521 · 
522 · 
524 · 
525 · 
527 · 
60 HP · 
70 · 
801 · 
1100 · 
1500 · 
2800 · 
Brevetti · 
Laundolet · 
Modello O · 
Tipo 2 · 
Tipo Torpedo · 
Topolino · 
Zero